# Eurytoma fumipennis
Eurytoma fumipennis är en stekelart som beskrevs av Walker 1836. Eurytoma fumipennis ingår i släktet Eurytoma och familjen kragglanssteklar. Inga underarter finns listade i Catalogue of Life.